# Cribrilina spiculifera
Cribrilina spiculifera är en mossdjursart som beskrevs av Arnold Girard Kluge 1955. Cribrilina spiculifera ingår i släktet Cribrilina och familjen Cribrilinidae. Inga underarter finns listade i Catalogue of Life.